# Xanthorhoe asteria
Xanthorhoe asteria là một loài bướm đêm trong họ Geometridae.